# Miercurea Sibiului
Miercurea Sibiului (węg. Szerdahely, Szászszerdahely, niem. Reussmarkt, Reußmarkt, Reissmarkt, Unterwald) – miasto w Rumunii, w okręgu Sybin. W 2002 roku liczyło 4063 mieszkańców.